# Anggun
Anggun, geboren als Anggun Cipta Sasmi (Jakarta, 29 april 1974), is een Frans rock- en popzangeres van Indonesische afkomst.

## Levensloop
Anggun groeide op in Jakarta; vanaf haar zevende kreeg ze zangles van haar vader. Ze oefende dagelijks en op haar negende nam ze een eerste kinderalbum op, Kepada Alam dan Pencinta-Nya. Ze werd muzikaal beïnvloed door lokale Javaanse rockartiesten en daarnaast internationaal door Elvis Presley, Metallica en The Police.
In 1992 richtte ze een eigen label op, Bali Cipta Record, waarmee ze haar laatste Indonesische album uitbracht: Anggun C. Sasmi... Lah!!! in 1993. Ondanks dat ook dit album succesvol werd, was ze ontevreden met haar muziekcarrière in eigen land en zocht ze naar mogelijkheden om haar carrière internationaal vorm te geven.
In 1995 vertrok ze daarom vanuit Indonesië naar Londen. Het geld uit de verkoop van haar label raakte zienderogen op zonder dat het haar daar lukte haar carrière opnieuw op te starten. Na een jaar besloot ze het in een ander land te proberen. In eerste instantie dacht ze aan Nederland vanwege de vele Indonesiërs die er wonen, maar ze koos uiteindelijk voor Parijs.
Deze keus bleek voor haar carrière de juiste zet te worden. Meteen met haar eerste single La neige au Sahara (1997) / Snow On The Sahara (1998) kwam ze internationaal in de belangstelling te staan. In Frankrijk behaalde ze hiermee meteen haar grootste hit met een top 16 notatie, ex aequo met haar hit Être une femme later in 2005.
In 2005 schreef ze het nummer Saviour voor de film Transporter 2. Voor de speelfilm Earth zong ze in 2007 het lied Un Jour Sur Terre en werkte ze aan de Franstalige versie van de film mee als verteller.

## Eurovisiesongfestival 2012
Anggun vertegenwoordigde Frankrijk op het Eurovisiesongfestival 2012. Frankrijk was rechtstreeks geplaatst voor de finale omdat het lid is van de "Big 5". Dit zijn de vijf grootste geldschieters van het festival, waardoor ze elk jaar rechtstreeks in de finale geplaatst worden. Anggun bracht in Bakoe het lied Echo (you and I) ten gehore. De zangeres haalde er de 22ste plaats op 26 deelnemers.

## Discografie

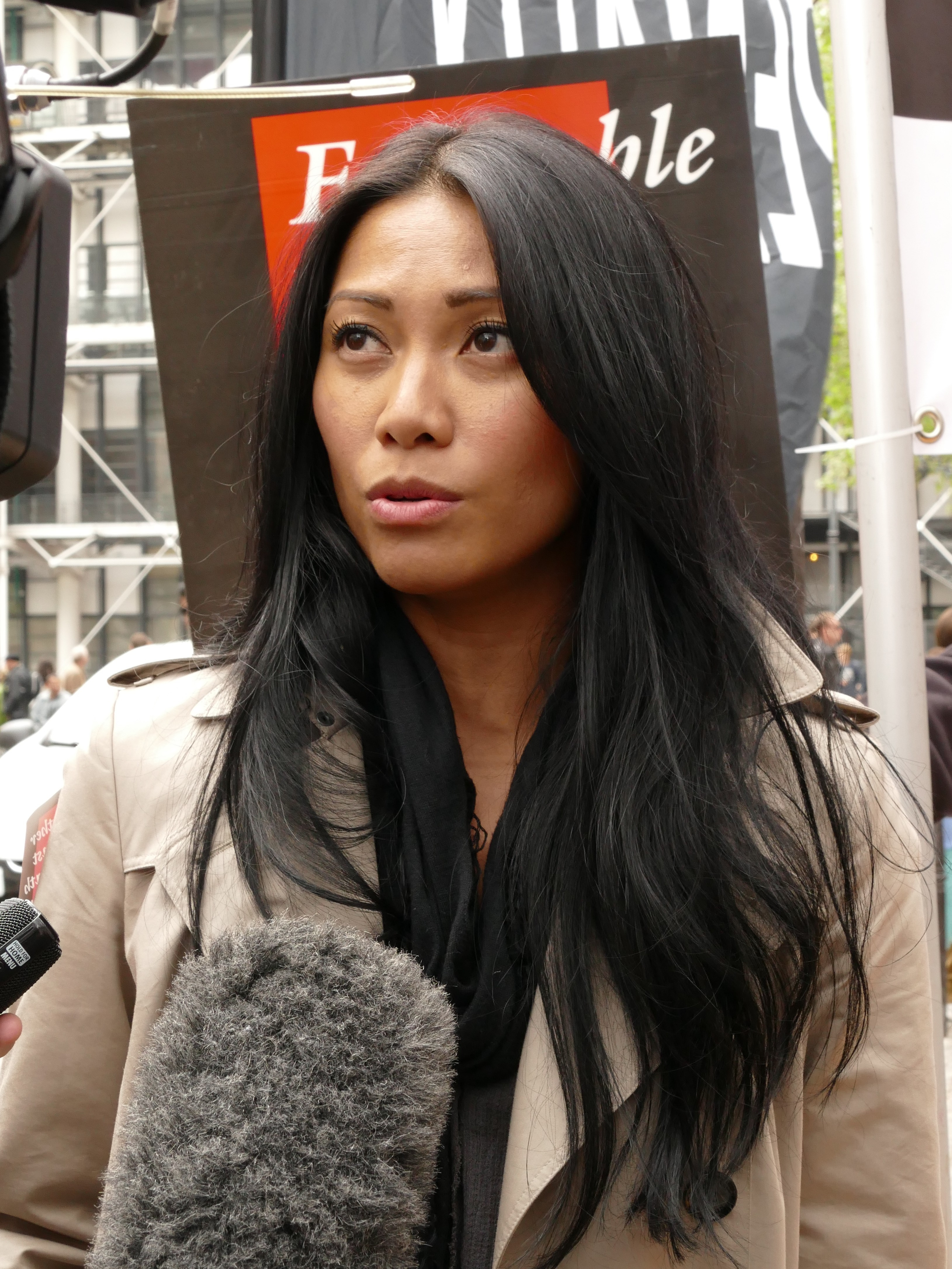
Anggun in Parijs (2015).

### Franstalig
| Albums                                                                                                   | Singles |
| - 1997: Au nom de la lune - 2000: Désirs contraires - 2005: Luminescence - 2008: Elevation - 2011: Échos | - 1997: La neige au Sahara - 1997: La rose des vents - 1998: Au nom de la lune - 1998: La ligne des sens - 2000: Un geste d'amour - 2001: Derriere la porte - 2005: Être une femme - 2005: Cesse la pluie - 2006: Juste avant toi - 2007: Un Jour Sur Terre - 2008: Si tu l'avoues - 2008: Si je t'emméne |

### Engelstalig
| Albums | Singles |
| - 1998: Snow On The Sahara - 2000: Chrysalis - 2002: Open Heart (B.O.F.) - 2005: Luminescence - 2008: Elevation - 2011: Echoes | - 1998: Snow On The Sahara - 1998: A Rose in the Wind - 1999: Dream of Me - 1999: Life on Mars - 2000: Still Reminds Me - 2000: Chrysalis - 2000: Tears of Sorrow - 2005: In Your Mind - 2005: Undress Me - 2005: Saviour (voor de film Transporter 2) - 2008: Crazy |

### Indonesisch/Maleis
| Albums | Singles                                                                     |
| - 1986: Dunia Aku Punya - 1990: Mimpi - 1990: Tua Tua Keladi - 1990: Takut - 1991: Anak Putih Abu Abu - 1992: Nocturno - 1993: Anggun C. Sasmi... Lah!!! - 1994: Yang Hilang | - 1998: Kembali - 2000: Yang Aku Tunggu - 2005: Mantra - 2008: Jadi Milikmu |

## Filmografie
- A Rose in the Wind (1998) (videoclip)
- Ces amours-là (2010) - als zichzelf
- Enigma - Sadeness (Part II) (2016) - als vrouw (videoclip)
- Coup de foudre à Bangkok (2020) - als Malee Suthama

1956: Mathé Altéry + Dany Dauberson · 
1957: Paule Desjardins · 
1958: André Claveau · 
1959: Jean Philippe · 
1960: Jacqueline Boyer · 
1961: Jean-Paul Mauric · 
1962: Isabelle Aubret · 
1963: Alain Barrière · 
1964: Rachel · 
1965: Guy Mardel · 
1966: Dominique Walter · 
1967: Noëlle Cordier · 
1968: Isabelle Aubret · 
1969: Frida Boccara · 
1970: Guy Bonnet · 
1971: Serge Lama · 
1972: Betty Mars · 
1973: Martine Clémenceau · 
1975: Nicole Rieu · 
1976: Catherine Ferry · 
1977: Marie Myriam · 
1978: Joël Prévost · 
1979: Anne-Marie David · 
1980: Profil · 
1981: Jean Gabilou · 
1983: Guy Bonnet · 
1984: Annick Thoumazeau · 
1985: Roger Bens · 
1986: Cocktail Chic · 
1987: Christine Minier · 
1988: Gérard Lenorman · 
1989: Nathalie Pâque · 
1990: Joëlle Ursull · 
1991: Amina · 
1992: Kali · 
1993: Patrick Fiori · 
1994: Nina Morato · 
1995: Nathalie Santamaria · 
1996: Dan Ar Braz & Héritage des Celtes · 
1997: Fanny · 
1998: Marie Line · 
1999: Nayah · 
2000: Sofia Mestari · 
2001: Natasha Saint-Pier · 
2002: Sandrine François · 
2003: Louisa Baïleche · 
2004: Jonatan Cerrada · 
2005: Ortal · 
2006: Virginie Pouchain · 
2007: Les Fatals Picards · 
2008: Sébastien Tellier · 
2009: Patricia Kaas · 
2010: Jessy Matador · 
2011: Amaury Vassili · 
2012: Anggun · 
2013: Amandine Bourgeois · 
2014: Twin Twin · 
2015: Lisa Angell · 
2016: Amir · 
2017: Alma · 
2018: Madame Monsieur · 
2019: Bilal Hassani · 
2021: Barbara Pravi · 
2022: Alvan & Ahez · 
2023: La Zarra · 
2024: Slimane · 
2025: Louane
- Bibliothèque nationale de France: cb14004974q (data)
- Gemeinsame Normdatei: 135085381
- International Standard Name Identifier: 0000 0003 8144 3104
- Library of Congress Control Number: no98111312
- MusicBrainz: c2543756-c98c-452e-b536-60f2ca877046
- Nationale Bibliotheek van Polen: a0000002564909
- Système universitaire de documentation: 084291125
- Virtual International Authority File: 261263917
- WorldCat: E39PBJqQwkCkvXqDWy4K4gt3Qq